# Maze (album Mortalcia)
Maze – debiutancki album studyjny Patryka Barana, znanego pod pseudonimem Mortal, wydany 10 kwietnia 2024 nakładem wytwórni Ekipa Management, E-Muzyka.
Na albumie pojawili się gościnnie Postirol, Kinga Banaś oraz Jonatan, który jest również producentem całego albumu.
Album zadebiutował na 1. miejscu polskiej listy sprzedaży – OLiS oraz uzyskał status platynowej płyty.

## Wydanie
25 lutego 2024 ruszył preorder płyty, skończył się – 4 kwietnia, a premiera płyty była na 10 kwietnia 2024. Preorder płyty był w trzech wariantach: płyta CD, CD + Bluza albo CD + T-shirt. Album zdobył status złotej płyty w okresie przedsprzedaży, a aktualnie album ma status platynowej płyty.
Single na płycie, które zostały wcześniej wydane: Szkło, Wiatr, Kinderki, Kłamstwa, Tanatofobia, Czujesz to co ja? oraz Ostatni krzyk.

## Lista utworów
Opracowane na podstawie danych z Spotify.
| Nr  | Tytuł utworu                                 | Długość |
| --- | -------------------------------------------- | ------- |
| 1.  | „SZKŁO”                                      | 3:11    |
| 2.  | „TANATOFOBIA”                                | 2:54    |
| 3.  | „Powiedz Proszę” (gościnnie: Jonatan)        | 3:05    |
| 4.  | „KŁAMSTWA”                                   | 3:59    |
| 5.  | „Czujesz to co ja?” (gościnnie: Kinga Banaś) | 3:43    |
| 6.  | „BUNGEE” (gościnnie: Postirol)               | 3:12    |
| 7.  | „OSTATNI KRZYK”                              | 3:12    |
| 8.  | „Kinderki”                                   | 2:46    |
| 9.  | „Los”                                        | 2:54    |
| 10. | „Wiatr”                                      | 3:03    |
| 11. | „MAZE”                                       | 3:01    |
| 12. | „Presja”                                     | 2:45    |
| 13. | „Za parę lat” (gościnnie: Postirol)          | 2:46    |
| 14. | „Dzięki”                                     | 2:44    |
|     |                                              | 43:15   |

## Certyfikaty i sprzedaż
| Kraj   | Certyfikat      | Data przyznania  | Sprzedaż |
| ------ | --------------- | ---------------- | -------- |
| Polska | platynowa płyta | 24 kwietnia 2024 | 30 000+  |

## Najwyższe pozycje na listach

### Najwyższa pozycja na tygodniowych listach
| Kraj   | Lista                    | Pozycja |
| ------ | ------------------------ | ------- |
| Polska | OLiS – albumy            | 1       |
| Polska | OLiS – albumy w streamie | 27      |
| Polska | OLiS – albumy fizycznie  | 1       |